# Лачын
Лачы́н (также Лачи́н; азерб. Laçın, до 1926 года — Абдаляр) — город в Азербайджане, административный центр Лачынского района Азербайджана.
С середины мая 1992 года по 1 декабря 2020 года город находился на территории, которую контролировала непризнанная Нагорно-Карабахская Республика, и носил название Бердзо́р (арм. Բերձոր). После соглашения о прекращении огня в Нагорном Карабахе Лачинский коридор, в котором расположен город, находился под временным военным контролем миротворческого контингента Российской Федерации. 26 августа 2022 года город полностью перешёл под контроль Азербайджана.
В июле 2023 года 26 августа учреждён как день города Лачын.

## География
Город находится на юго-западных склонах Карабахского хребта и берегу реки Хакари в 450 км от Баку, в 60 км от железнодорожной станции Ханкенди по шоссе Ханкенди — Горис.

## История

### Период Российской империи
В период Российской империи населённый пункт именовался Абдаляр и входил в состав Зангезурского уезда Елизаветпольской губернии. По словам Е. М. Поспелова, название происходит от тюркского племени абдалы и суффикса множественного числа -ляр.

### Период Азербайджанской ССР

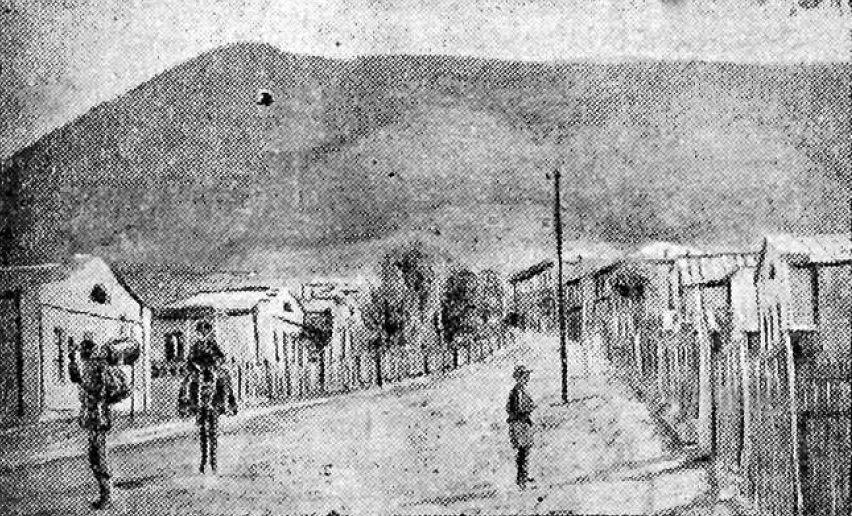
Лачын в 1930 году

В 1923 году селение Абдаляр получило статус города, который стал центром Курдистанского уезда.
По словам археолога В. М. Сысоева, первое двухэтажное здание в Абдаляре было построено в 1924—1925 годах.
В 1926 году город Абдаляр был переименован в Лачин (с тюрк. — «сокол»). На тот момент это был самый маленький город Азербайджанской ССР.
После упразднения Курдистанского уезда 8 апреля 1929 года город вошёл в состав Карабахского округа.
С 25 мая по 8 августа 1930 года город являлся центром Курдистанского округа, после его упразднения — центром Лачинского района.
В 1931—1962 годах в Лачине выходила газета «Советский Курдистан» (азерб. Şura Kürdüstanı, с 1937 года — Sovet Kürdüstanı) на азербайджанском языке.
На 1982 год в городе имелись центральная районная больница, детская больница, шесть общеобразовательных школ, четыре библиотеки, маслосыроваренный комбинат, управление лесного хозяйства, комбинат бытового обслуживания.
До Первой карабахской войны в городе проживало семь-восемь тысяч азербайджанцев.

### После Первой карабахской войны
18 мая 1992 года в результате операции армянских сил по снятию транспортной блокады и открытию коридора для сообщения Нагорного Карабаха с Арменией город перешёл под контроль НКР. После того, как азербайджанское население бежало из Лачына, армяне сожгли город. После перехода под армянский контроль городская инфраструктура была подвергнута полному разграблению и разрушению.
Свидетелями грабежей и поджогов в Лачыне после его перехода под контроль армянских вооружённых формирований стали находившиеся там иностранные репортёры. По их сообщениям, мародёры, устремившиеся в Лачын из Армении, забирали всё ценное, в том числе домашний скот, а затем поджигали дома. Грузовики и легковые автомобили, доверху набитые мебелью и домашней утварью, двигались в Армению, и большие колонны образовывали заторы на дороге. Канадский журналист Дэниел Брок, побывавший в городе несколько месяцев спустя, сообщил о его «абсолютном разрушении», отмечая, что в Лачыне «не уцелело ни одно здание, дом, школа или автобусная остановка».

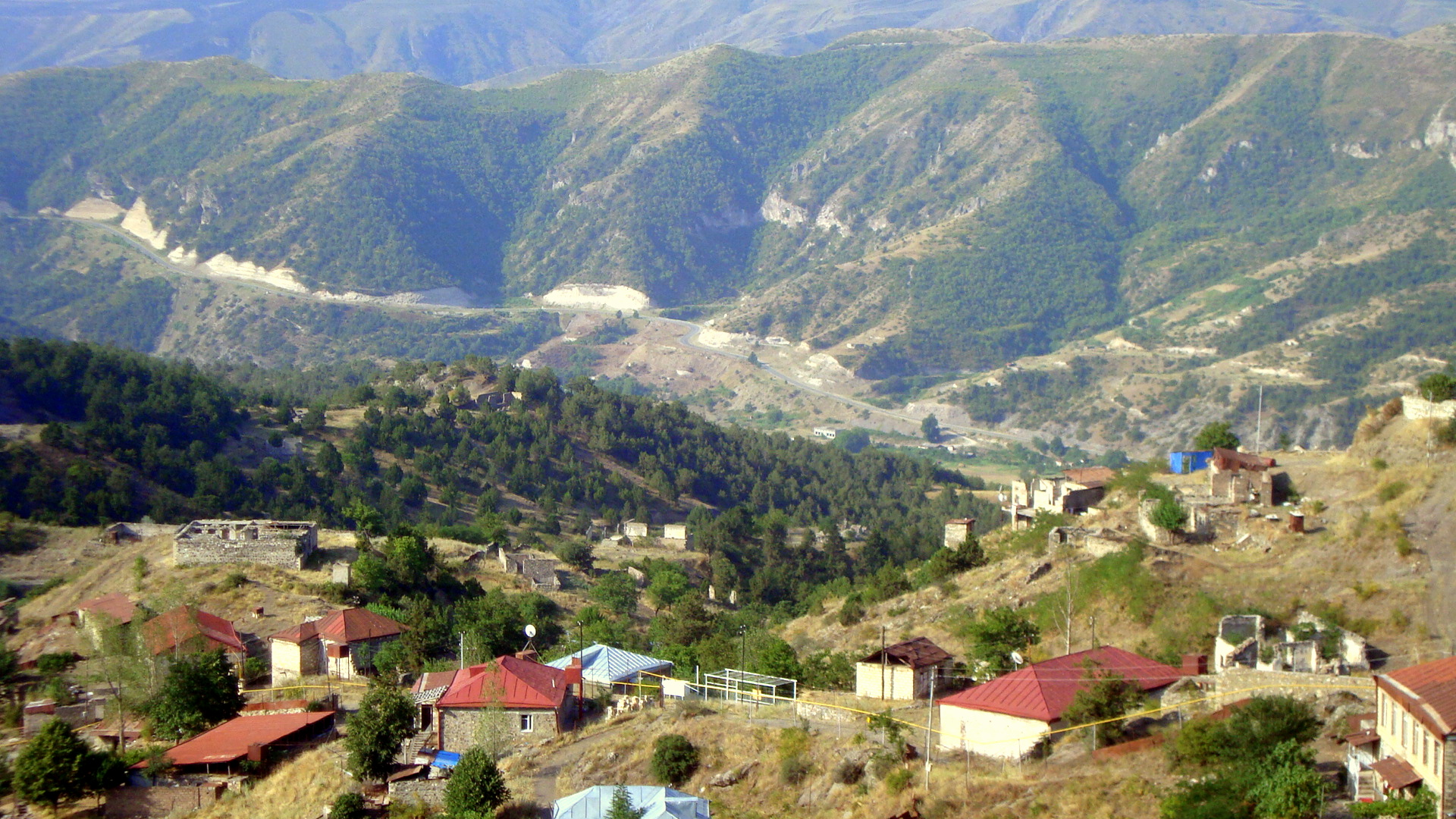
Панорама города в 2010 году

По воспоминаниям Жирайра Липаритяна, занимавшего на тот момент должность советника президента Армении по вопросам политического анализа, сразу после установления армянского контроля над Лачыном председатель комитета обороны НКР Роберт Кочарян сделал заявление, в котором обещал вернуть город под контроль Азербайджана, как только армяне Нагорного Карабаха получат гарантии безопасности. В 2007 году президент НКР Аркадий Гукасян, комментируя вероятность возвращения Лачына Азербайджану, заявил: «Этого не произойдёт. Мы освободили эту землю не для того, чтобы сдать».
2 декабря 1993 года постановлением Президиума Верховного совета НКР Лачын, переименованный в Бердзор, получил статус административного центра Кашатагского района, учреждённого на территории бассейна реки Акера (Лачынский, Губадлинский, Зангеланский районы Азербайджана). С того момента стратегически расположенный город активно и планомерно заселялся этническими армянами.
В 1998 году в городе была открыта церковь Святого Воскресения.

### После Второй карабахской войны
По условиям трёхстороннего соглашения между Азербайджаном, Арменией и Россией об окончании Второй карабахской войны Лачын перешёл под контроль российских миротворцев. Лачынский район 1 декабря 2020 года был возвращён под контроль Азербайджана. Армянские поселенцы большей частью покинули город. Президент Азербайджана Ильхам Алиев заявил о намерении создать новый Лачинский транспортный коридор для связи Армении и Нагорного Карабаха в объезд города Лачын, который должен быть возвращён под контроль Азербайджана. Согласно Алиеву, это можно сделать раньше запланированных 3 лет.
К началу 2022 года появились сообщения о том, что азербайджанские строители осуществляют строительство новой дороги в обход Лачына. Азербайджанские власти сообщили о строительстве кольцевой альтернативной двухполосной дороги длиной 23 км без въезда в Лачын. 27 июня 2022 года премьер-министр Армении Никол Пашинян заявил на пресс-конференции, что после строительства нового маршрута движения по Лачинскому коридору, территории, не находящиеся в границах бывшей НКАО, в том числе город Лачын, перейдут под контроль Азербайджана.

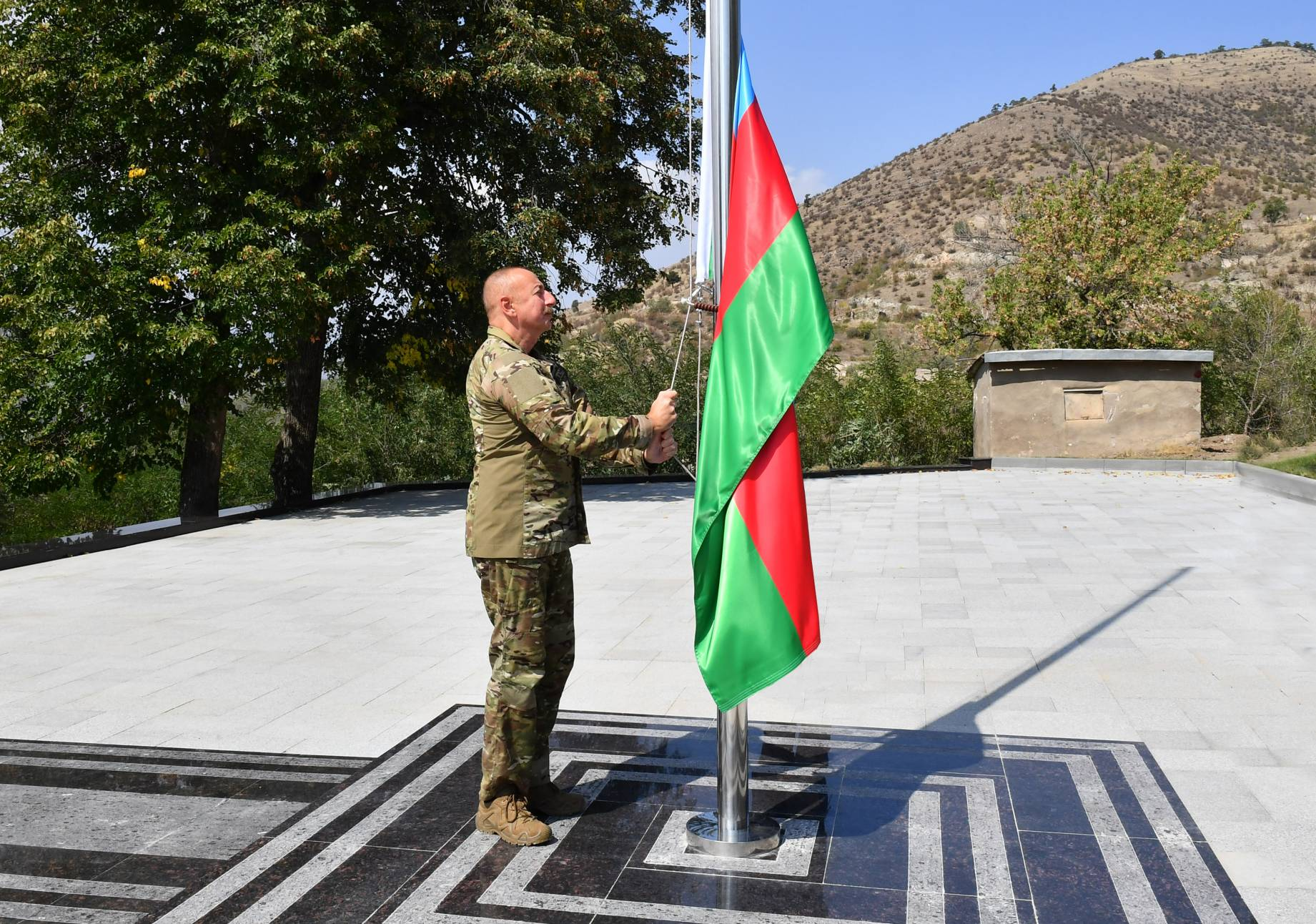
Президент Азербайджана Ильхам Алиев водружает флаг Азербайджана над городом Лачын. 21 сентября 2022 года

В августе 2022 года Азербайджан завершил строительство своей части дороги в обход Лачына, Армения же — ещё нет. 2 августа 2022 года власти непризнанной НКР сообщили, что азербайджанская сторона передала им требование организовать сообщение с Арменией по другому маршруту, в обход существующего. 3 августа, в разгар обострения на линии соприкосновения, секретарь Совета безопасности Армении Армен Григорян заявил, что требование Азербайджана по Лачинскому коридору неправомерно, так как армянская сторона пока не согласилась ни на один план строительства новой дороги. Азербайджан обвинил Армению в затягивании строительства своей части дороги. 4 августа 2022 года министр территориального управления и инфраструктуры Армении Гнел Саносян заявил, что строительство альтернативной Лачыну дороги активно ведётся и будет завершено до весны следующего года. 5 августа министр территориального управления и инфраструктур НКР Айк Ханумян предупредил жителей Лачына и села Забух, также расположенного на Лачинском коридоре, что до 25 августа они должны покинуть эти населённые пункты. При этом Ханумян пообещал, что жителям будут выданы сертификаты на покупку жилья, если они, выселяясь, не будут сжигать свои дома и портить имущество.
26 августа 2022 года президент Азербайджана Ильхам Алиев объявил о взятии под полный контроль города Лачын и размещении в нём азербайджанских вооружённых сил. 21 сентября 2022 года Алиев посетил город и водрузил флаг Азербайджана в Лачыне.

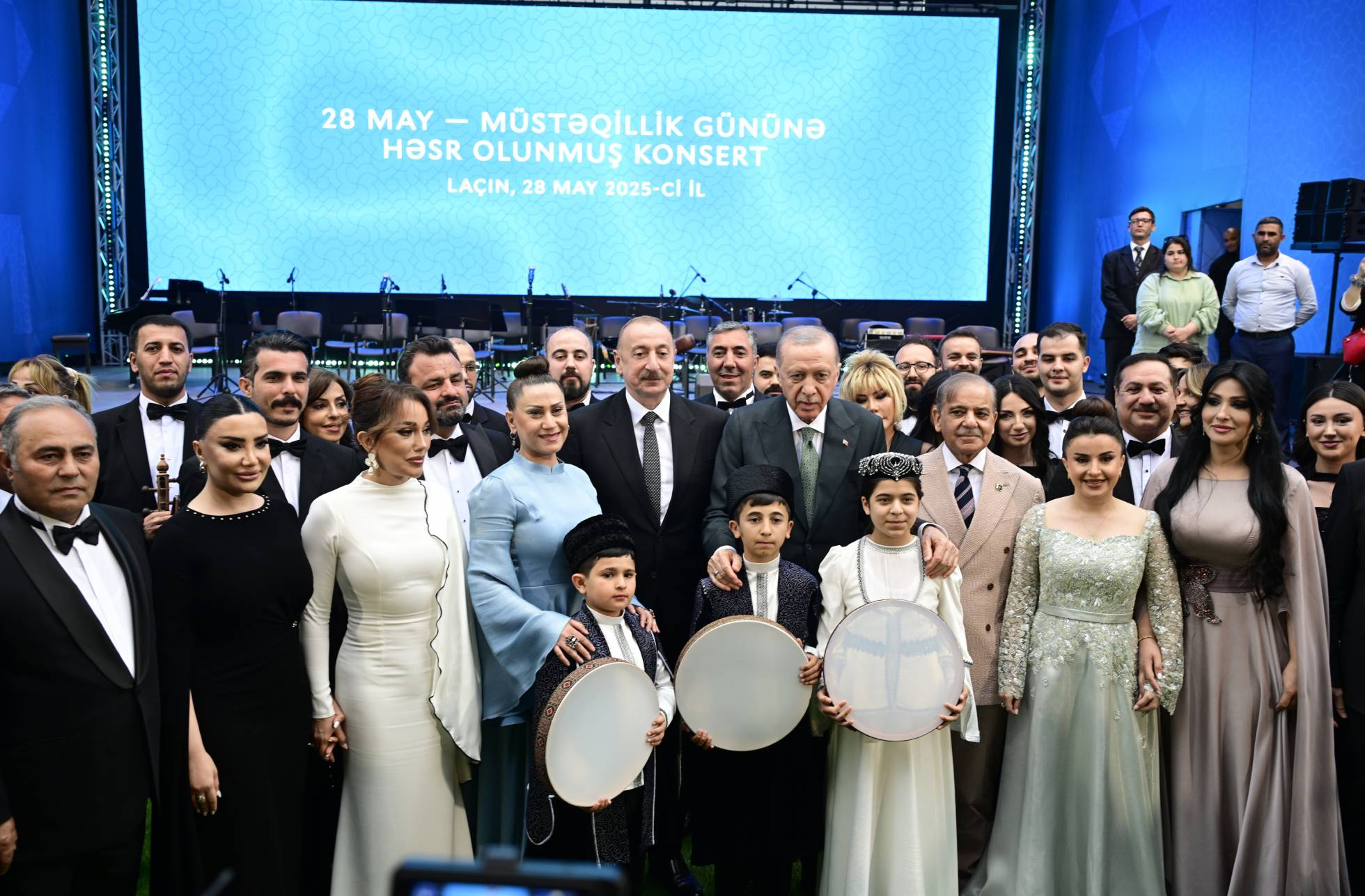
Лачын. Концерт на день независимости 28 мая 2025

## Современный период
27 мая 2023 года в город переехали первые вынужденные переселенцы.
28 мая 2025 года в Лачине состоялся саммит президентов Азербайджана Ильхама Алиева, Турции Реджепа Тайипа Эрдогана и премьер-министра Пакистана Мухаммада Шахбаза Шарифа.
28 мая 2025 года также состоялось открытие Лачинского международного аэропорта.
3 июня 2025 года Лачин стал культурной столицей стран СНГ 2025.

## Население

### Период Российской империи
Согласно Кавказскому календарю на 1856 год, ссылавшемуся на данные 1855 года, в селе Абдалар проживали курды-шииты. По данным Кавказского календаря за 1912 год, в селе Абдалар Зангезурского уезда Елизаветпольской губернии проживало 111 человек, в основном курды.

### Период Азербайджанской ССР
Согласно Всесоюзной переписи населения СССР 1989 года, в Лачине проживало 7829 человек.

### Карабахский конфликт
По азербайджанским данным, жители Лачына, покинувшие город в ходе Первой карабахской войны, являются вынужденными переселенцами и на 2007 год временно проживали в Баку, Сумгаите и в палаточном городке на территории Агджабединского района.
С 1994 года, сразу же после окончания военных действий, правительство Армении, а также власти Нагорного Карабаха считали планомерное заселение этническими армянами Лачынского района (где численность армянского населения в 1989 году была мизерной) своей стратегической целью. До 2009 года заселение ограничивалось в основном Лачинским коридором. По данным НКР, в 2005 году население города Лачын (названного армянами Бердзором) составляло 2247 человек.
После подписания заявления о прекращении огня 10 ноября 2020 года заселившие Лачынский район армяне массово покинули территорию, оставшуюся вне контроля властей НКР, в том числе город Лачын, несмотря на присутствие в городе российских миротворцев. К концу февраля 2021 года в трёх населённых пунктах Лачинского коридора оставалось менее 200 армян. По сообщению главы соседнего с Лачыном села Забух (называемого армянами Ахавно), также в то время заселённого армянами, российские миротворцы не позволяли бежавшим из Лачына — армянам возвращаться в город.

### Современный период
27 мая 2023 года первые 20 азербайджанских семей (97 человек) вынужденных переселенцев получили жильё и разместились в Лачыне.
На 11 сентября 2024 года общее число вернувшихся в город достигло 570 семьи или 2090 человека.

### Национальный состав
| Год переписи       | 1926         | 1939         | 1959           | 1970           | 1979           | 2024 |
| ------------------ | ------------ | ------------ | -------------- | -------------- | -------------- | ---- |
| азербайджанцы      | 164 (37,7 %) | 858 (80,7 %) | ↗2202 (94,5 %) | ↗4740 (95,0 %) | ↗6019 (99,1 %) | н/д  |
| курды              | 110 (25,3 %) | н/д          | н/д            | 3              | 4              | н/д  |
| армяне             | 66 (15,2 %)  | 123 (11,6 %) | ↘100 (4,3 %)   | ↘55 (1,1 %)    | ↘19 (0,3 %)    | н/д  |
| русские и украинцы | 75 (18,5 %)  | 75 (7,1 %)   | ↘23 (1,0 %)    | ↗134 (2,7 %)   | ↗10 (0,2 %)    | н/д  |
| другие             | 7 (1,6 %)    | 7 (0,6 %)    | 4 (0,2 %)      | 61 (1,2 %)     | 25 (0,4 %)     | н/д  |
| всего              | 435          | 1063         | 2329           | 4990           | 6073           | 2090 |

## Восстановление после войны
Утверждён генеральный план города. Планируется довести территорию города до 713 гектар. Площадь зелёных насаждений составит 258 гектар. При строительстве применяется принцип «15-минутный город», призванный обеспечить доступность объектов первой необходимости к жилым кварталам.
28 мая 2023 года в городе заложен фундамент первого многоквартирного жилого квартала на 462 квартиры. Квартал будет расположен на юго-западе города. Площадь квартала составит 16,3 га.
До ноября 2023 года строительные работы были проведены на 712 объектах, из которых 75 являются нежилыми, 628 — частными домами, 9 — многоквартирными домами. Введены в эксплуатацию больница модульного типа, аптека, школа, магазины, восстановлен построенный в 1974 году кинотеатр. Проложены городские коммуникационные линии, обеспечена подача газа и питьевой воды.
К середине ноября 2023 года городская инфраструктура Лачына была построена на 80 процентов. Открыто пять фабрик. Трудоустроено 430 человек. Полностью построены все коммуникации.
16 августа 2021 года заложен фундамент Лачинского аэропорта. Аэропорт сдан в эксплуатацию 28 мая 2025 года. Расположен вблизи села Корчу в 30 км от города Лачын, на высоте 1800 метров над уровнем моря. Аэропорт стал самым высокогорным аэропортом Азербайджана. Длина взлётно-посадочной полосы составляет 3000 м, ширина — 60 м. На перроне присутствует шесть стоянок для самолётов. Аэропорт предназначен для различных типов самолётов, включая грузовые.
Ведётся строительство автомобильной дороги Кельбаджар — Лачын протяжённостью 75,8 км. Планируется строительство автомобильной дороги Губадлы — Лачын.
28 мая 2023 года в городе заложены Музей оккупации и Музей победы. Рядом с музеями планируется создание мемориального парка.
27 мая 2025 года заложен фундамент Лачынской канатной дороги. Также 27 мая открыт комплекс отдыха «Лачын» в селе Зерти Лачынского района.

## Экономика
На май 2023 года в городе действовали семь предприятий.
28 декабря 2023 года открыт центр ковроткачества «Ислими».
Действует творческий центр «Gilabi Ceramics».

## Инфраструктура
Действует автобусное сообщение с Баку.

## Спорт
Действует стадион с полями с искусственным и естественным покрытием.
В апреле 2024 года создан футбольный клуб «Меркиз».

## Города-побратимы
- Ирпень, Украина[82]

## В культуре
В 1997 году заслуженный артист Азербайджана певец Махаббат Кязимов исполнил песню «Laçınım mənim» («Мой Лачын»).
В 2015 году в Баку издан первый том сборника стихотворений «Laçın antologiyası» («Лачынская антология»), куда вошли произведения поэтов-уроженцев Лачынского района, включая ряд стихов, посвящённых Лачыну.
Народный художник Азербайджанской ССР Гусейн Алиев является автором картины «Утро в Лачине».

## Галерея

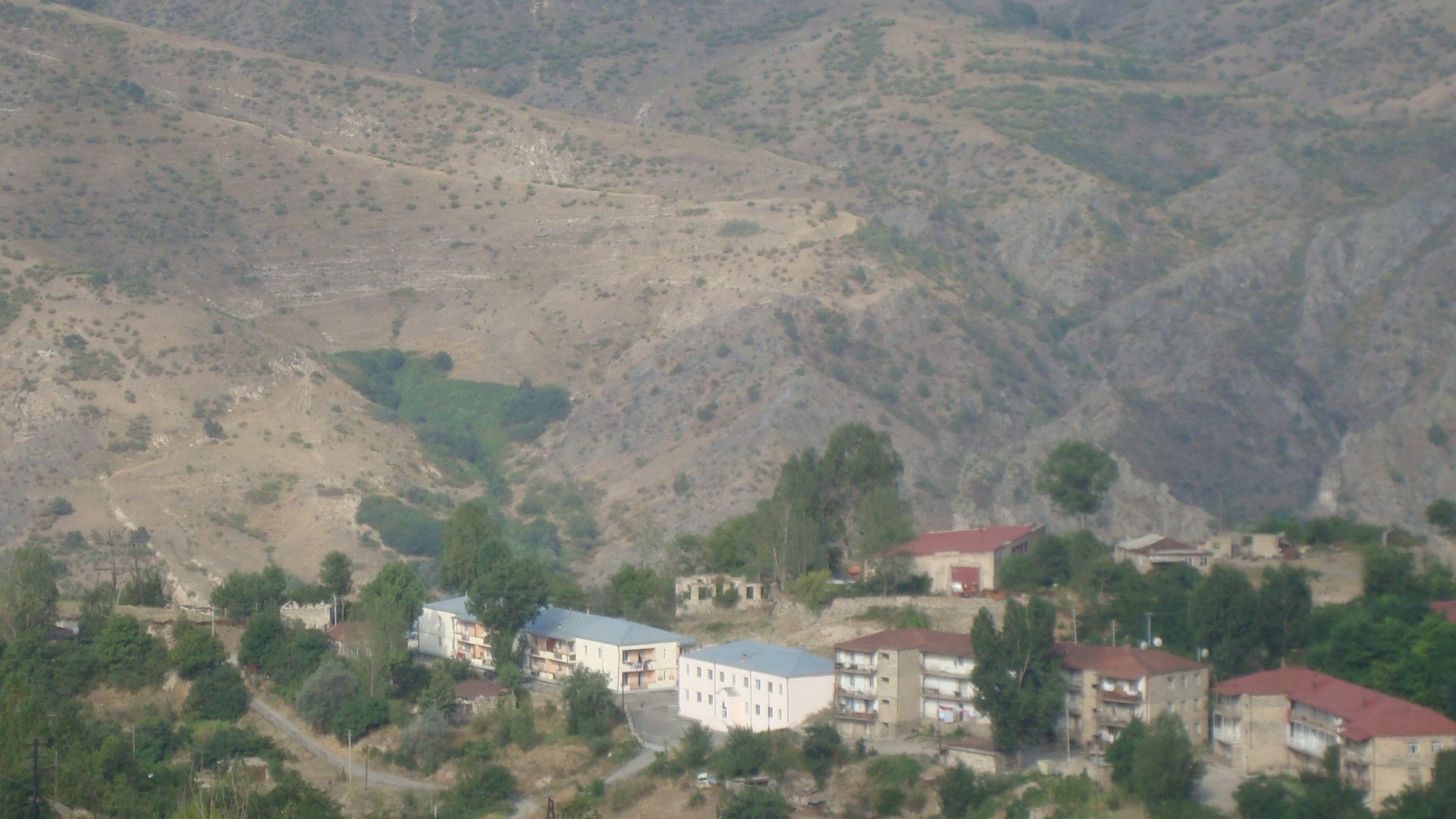
Панорама города
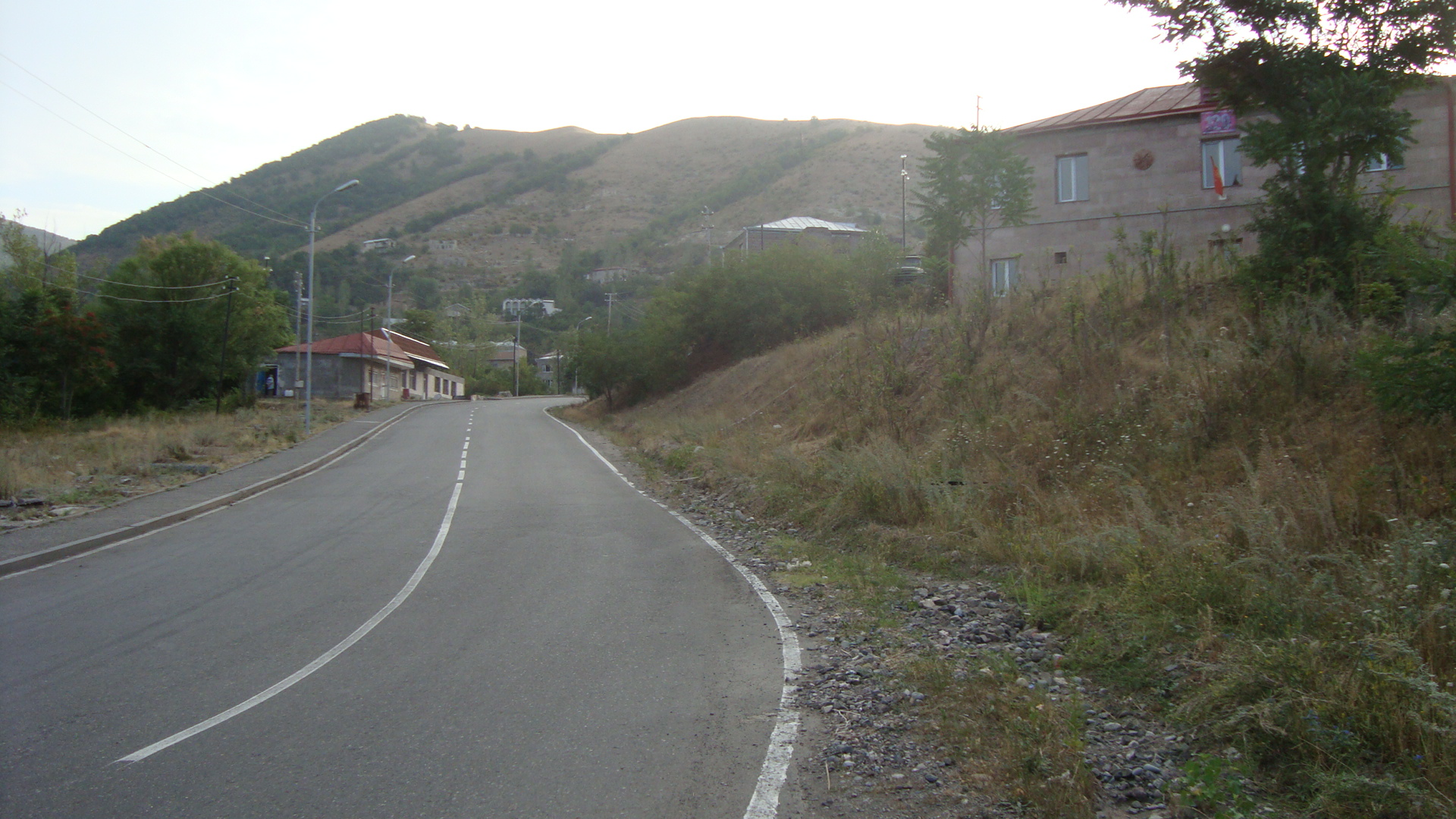
Центральная улица города
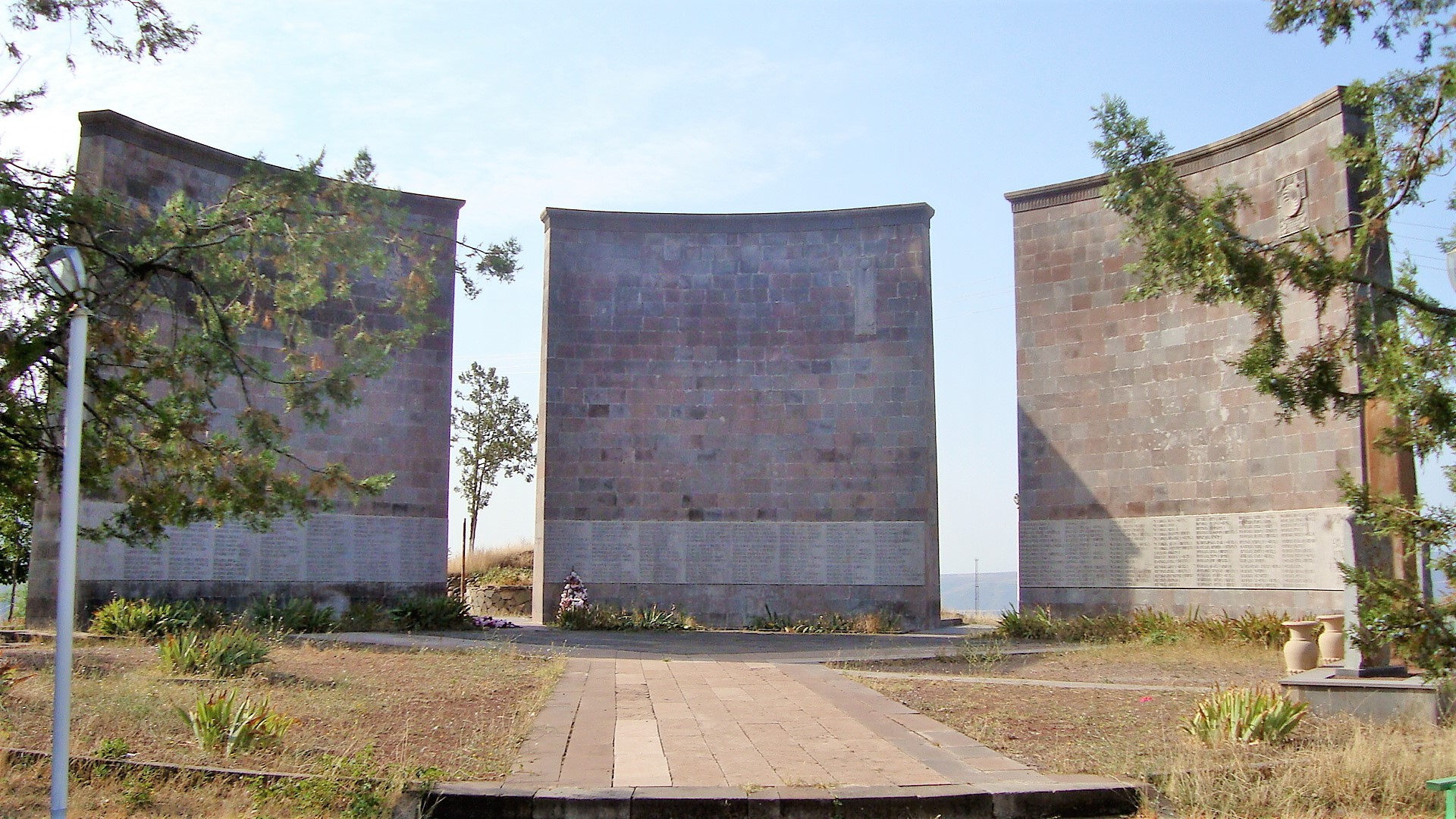
Памятник участникам Карабахской войны (до 1993 года — участникам Великой Отечественной войны)
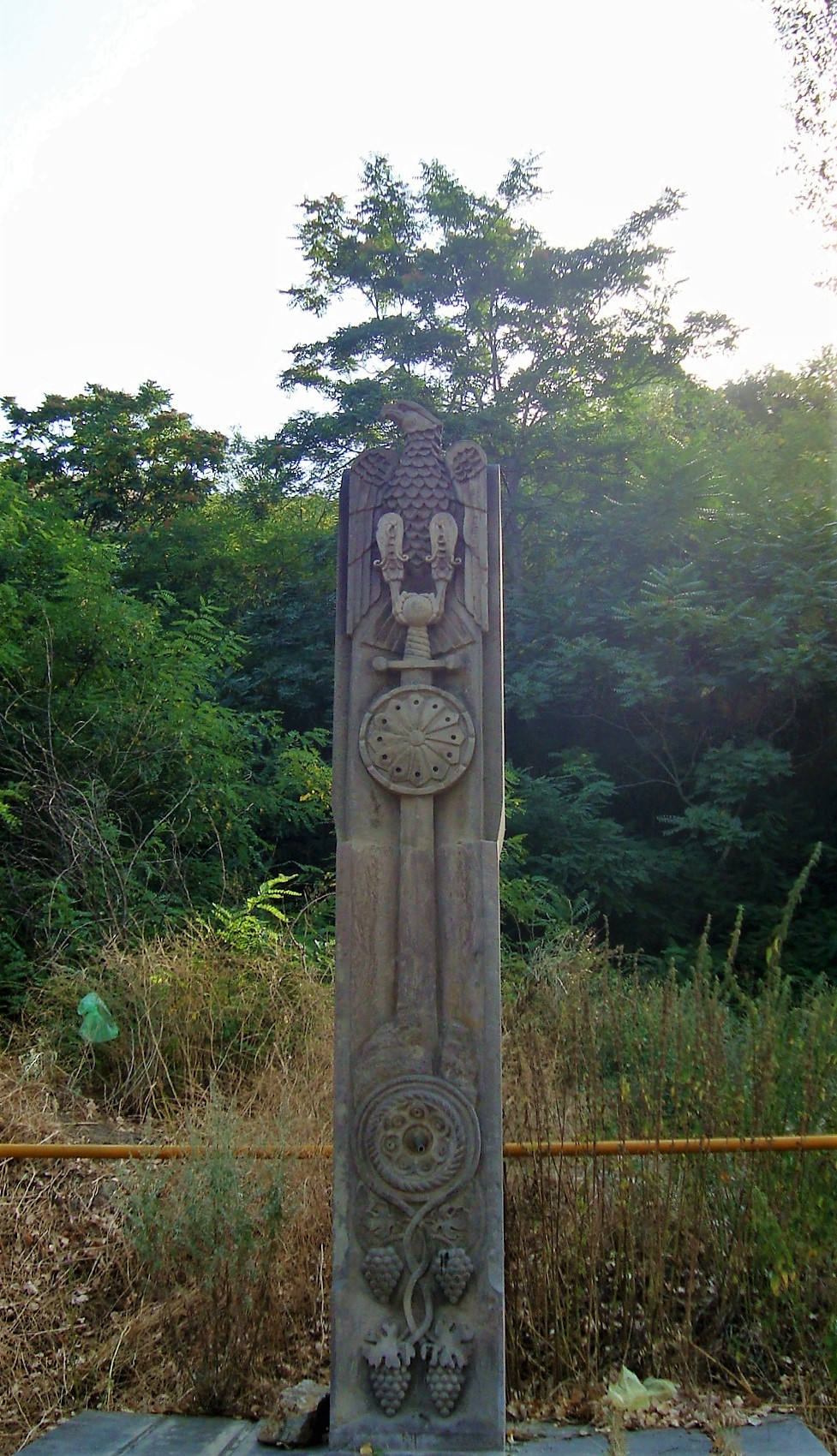
Стела, установленная в честь участников Карабахской войны
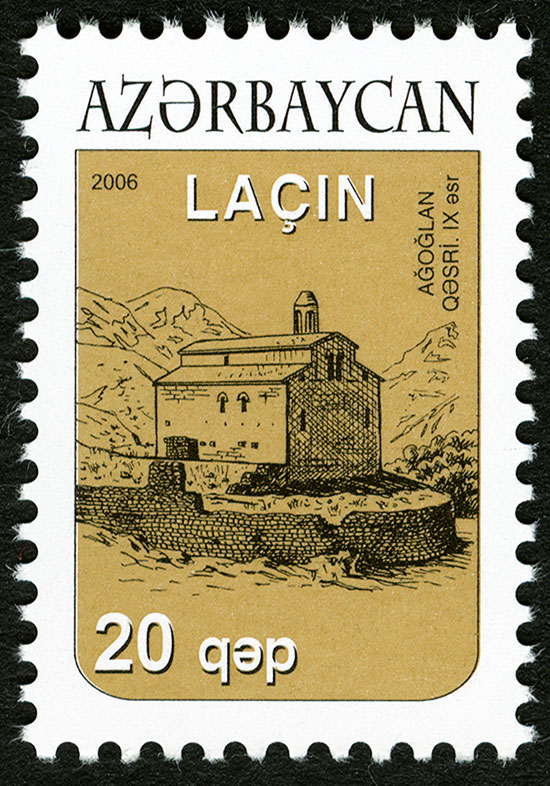
Марка Азербайджана, посвящённая городу. На изображении армянский монастырь Цицернаванк